# 아코르 어학원
아코르 어학원(프랑스어: Accord École de langues)은 1988년에 설립된 프랑스의 사립 학원으로, 프랑스어 교육 전문 사립 학원이다.

## 역사
아코르 어학원은 그랑 불바르(Grands Boulevards)거리에 위치한 파리의 전형적인 건물에 자리잡고 있으며, 이는 이 도시의 고대 성곽이 있던 자리이다. 이 지역은 과거 오랜 시간동안 "범죄의 거리"(boulevard du Crime)라고 불렸으며 이 곳에는 영화관과 작은 카페 그리고 저렴한 식당들이 줄지어 있고, 19세기에 바롱 조르주외젠 오스만(Baron aussmann)의 정책이 실행되었다. 이 과정에서 파리가 근대화됐으며 도시적인 체계가 잡힘으로써 도시망의 구조가 처음으로 실행되었다.